# Adam & Evil
Adam & Evil è un film del 2004 diretto dal regista Andrew Van Slee.

## Trama
Un gruppo di liceali decide di trascorrere il week-end nel campeggio di Lake Nede, che è stato teatro di diversi omicidi anni fa, per festeggiare il conseguimento del loro diploma. Un loro amico Adam, che qualche anno prima aveva causato involontariamente la morte di un'intera famiglia, soffre di incubi notturni per gli avvenimenti accaduti.
Nessuno di loro sa che in quello stesso posto, cinque anni prima, era stato il fulcro di un terribile massacro. Il passato forse sta per tornare, in un altro episodio di terrore.